# Torre Minervino

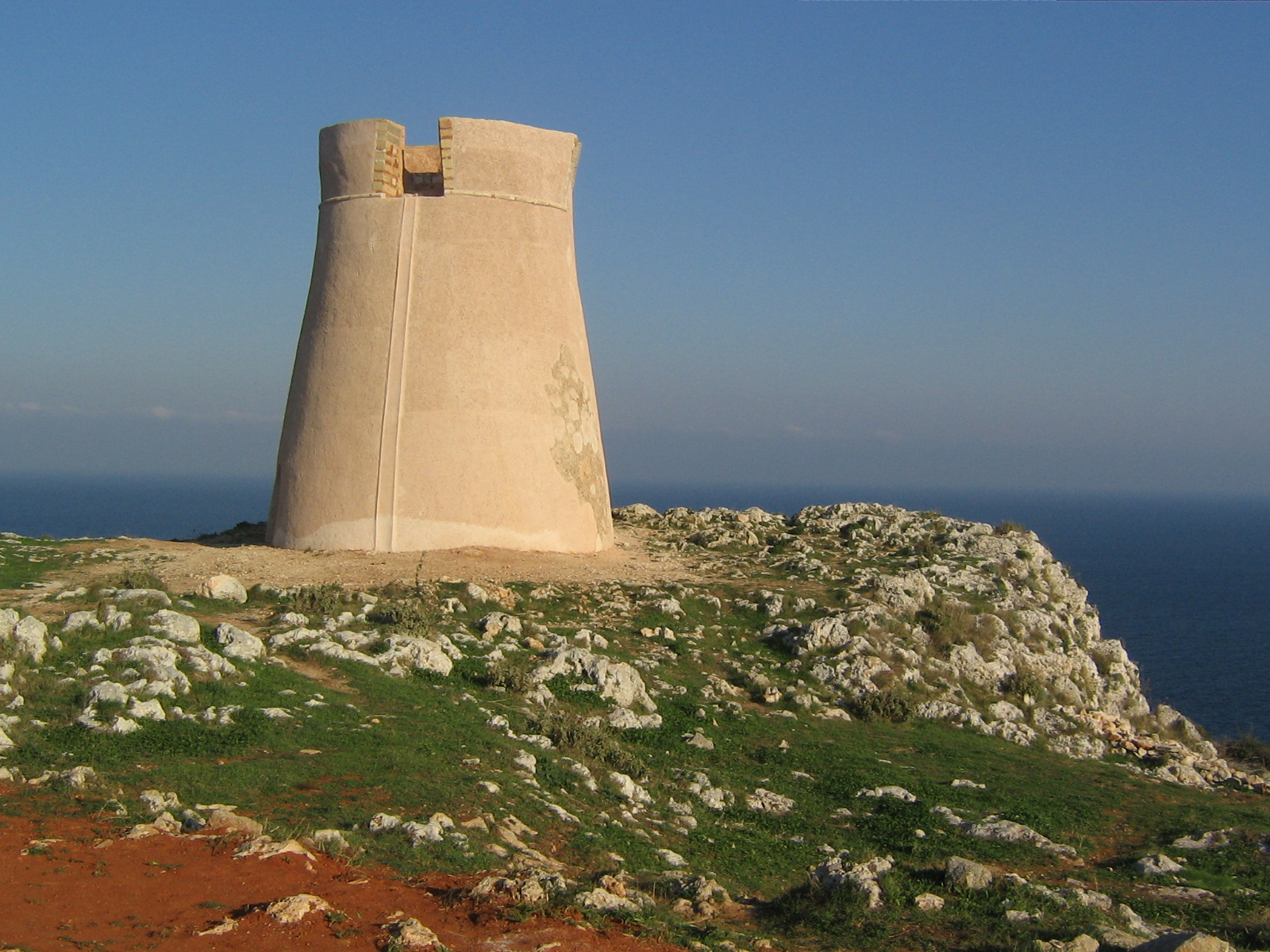
Torre Minervino

Torre Minervino, così chiamata perché l'Universitas di Minervino partecipò alle spese per la sua realizzazione, è un'opera di fortificazione e di difesa dalla costa orientale salentina situata nel comune di Santa Cesarea Terme. Costruita nel XVI secolo, durante la dominazione spagnola, fu ordinata da Carlo V in seguito agli attacchi dei saraceni.
Data per crollata nel 1587 e in buono stato nel 1825, la torre era in collegamento visivo con la Torre di Porto Badisco a nord e con la Torre Specchia di Guardia verso sud. La sua posizione è fondamentale perché permetteva di scrutare il mare fino a Punta Palascia, il punto più orientale d'Italia.
Alta base e corpo troncoconico, la torre ha un diametro di 9 metri circa alla base, un modesto cordolo e un coronamento a scarpa minore. I barbacani sono inclinati e realizzati in pietra viva in modo tale da creare delle caditoie in controscarpa. La muratura è costituita da pietrame irregolare con corsi orizzontali e con elementi di tenuta costituiti pietre più grosse. Lo spazio agibile, cui si accede con la scala ricavata con i ruderi, è ridottissimo, per una vedetta in turno di guardia, forse senza insediamento permanente. Il corpo scala è addossato alla struttura ed è posticcio.